# Ібн Баджа
Абу Бакр Мухаммад ібн Яхья, відомий як Ібн Баджа (араб. ابن باجة близько 1070, Сарагоса — 1138, Фес, Марокко) — арабський філософ, перший великий представник східного арістотелізму в мусульманській Іспанії. У латиномовній філософській традиції Ібн Баджа був відомий як Avenpace, або Avempace.

## Біографія
Намісник Альморавідів у Сарагосі Абу Бакр ібн Ібрахім, зять короля Алі, зробив Ібн Баджу своїм першим міністром. Милість до вільнодумця-філософа обурила воїнів намісника, і більша частина їх його покинула. У 1119 році Ібн Баджа надовго оселився в Севільї, потім вирушив до Гранади, звідти в Фес і тут мав прихильність двору Альморавідів. Ібн Баджа помер у 1138 році, за деякими джерелами, отруєний своїми побратимами по професії, лікарями, які заздрили його славі.
Завдяки коментарям Ібн Баджа утвердилася в Андалузії філософія Арістотеля. Видатною працею Ібн Баджі є його «Шлях життя відлюдника» («Tadbîr al-mutawahhid»; араб. تدبير المتوحد). Противник містичних ідей Аль-Газалі, Ібн Баджа вчив, що спекулятивне мислення веде до досконалості; наслідуючи ідеї аль-Фарабі, він розвивав вчення про можливість ототожнення людського розуму зі світовим. Вчення, так само як і життя Ібн Баджі («не дотримувався обрядів, встановлених ісламом»), викликали сильні нападки правовірних богословів. Ібн Баджа залишив ще твори медичного змісту й поетичні досліди. Йому приписують великі пізнання й у галузі музики.

## Пам'ять
У 2009 р. Міжнародний астрономічний союз присвоїв ім'я Ібн Баджа кратеру на зворотному боці Місяця.

## Твори
- Книга о душе. Перевод А. В. Сагадеева. — В сборнике: Избранные произведения мыслителей стран Ближнего и Среднего Востока IX—XIV вв. — М., 1961. — С. 291—324. (рос.)